# The Happiest Days of Our Lives
The Happiest Days of Our Lives ist ein Lied der britischen Rockband Pink Floyd, welches 1979 auf dem Album The Wall erschien.
Das Stück bildet eine thematische Einleitung für den populären Titel Another Brick in the Wall Part II und geht auf dem Album unterbrechungsfrei in diesem über.
Es wurde von Roger Waters geschrieben und wie ein Großteil der auf dem Album enthaltenen Lieder in den The Wall-Film eingebunden.

## Thema und Darstellung im Film
Als Titel des Konzeptalbums The Wall beinhaltet The Happiest Days of Our Lives einen Teil der im Album erzählten Geschichte des Musikers Pink, der, verbittert durch seine Lebenserfahrungen, eine imaginäre Mauer zum Schutz vor emotionalen Einflüssen um sich errichtet.
Das Stück erzählt dabei von Pinks negativen Erfahrungen mit den Lehrern seiner Schule.
In seiner Schulzeit wird der The-Wall-Protagonist Pink ständig von den Lehrern seiner Schule erniedrigt. Sie nehmen jede Möglichkeit wahr, die Schüler zu strafen und bloßzustellen.
Es zeigt sich jedoch, dass die Lehrer außerhalb der Schule selbst von ihren dominanten Ehefrauen unterdrückt werden und dies scheinbar durch ihren Sadismus gegenüber den Schülern zu kompensieren versuchen.
Im Film wird das Stück durch zwei zusätzliche, nicht direkt zum Lied selbst zählende Szenen ergänzt. Die erste ist vorgezogen und zeigt Pink mit zwei Schulfreunden, wie sie Patronenhülsen seines verstorbenen Vaters aus dem Zweiten Weltkrieg auf die Gleise vor einen fahrenden Zug legen, um sie zur Explosion zu bringen. Aus dem vorbeifahrenden Zug schauen durch Masken gesichtslos wirkende Kinder und der mahnende Ruf eines Lehrers ertönt.
In der zweiten Szene sieht man Pink, wie er im Unterricht desselben Lehrers an einem Gedicht schreibt. Als dieser das bemerkt, entreißt er Pink das Papier und macht sich vor der ganzen Klasse über das Geschriebene lustig (es handelt sich bei dem Text um einen Auszug aus dem Pink-Floyd-Stück Money aus dem Album The Dark Side of the Moon). Während das Album selbst von Lehrern spricht, konzentriert sich der Film symbolisch auf einen speziellen Lehrer und Peiniger Pinks. Dieser hat, genau wie der Schoolmaster im Stück The Trial, einen starken schottischen Akzent, also kann dieser, wie jener, als Allegorie auf institutionelle Disziplinierung und repressionsbasierte Pädagogik verstanden werden.

## Inhalt und Musik
Der Inhalt des Stücks ist, nach Aussage von Roger Waters, durch Erfahrungen aus dessen eigener Schulzeit geprägt.
Das Lied setzt sich zynisch mit der klassischen schulischen Erziehung auseinander. Bereits der Titel (zu deutsch: Die glücklichsten Tage unseres Lebens) ist eine ironische Kritik.
Besonders kritisiert wird (vor allem im Film), dass das dargestellte englische Schulsystem jegliche Individualität und Kreativität der Schüler unterdrücke.
Musikalisch unterscheidet sich The Happiest Days of Our Lives stark von Pink Floyd-Stücken früherer Alben. Insbesondere seine Schwere, die vor allem durch die kräftigen Schlagzeugrhythmen geschaffen wird, zeichnet es aus.

## Veröffentlichung und Live-Auftritte
Nach seiner Veröffentlichung auf The Wall erschien The Happiest Days of Our Lives später auch auf dem Kompilations-Album Echoes: The Best of Pink Floyd, dem Live-Album Is There Anybody Out There? The Wall Live 1980–81 sowie auf Roger Waters’ Solo-Live-Alben In the Flesh und The Wall - Live in Berlin.

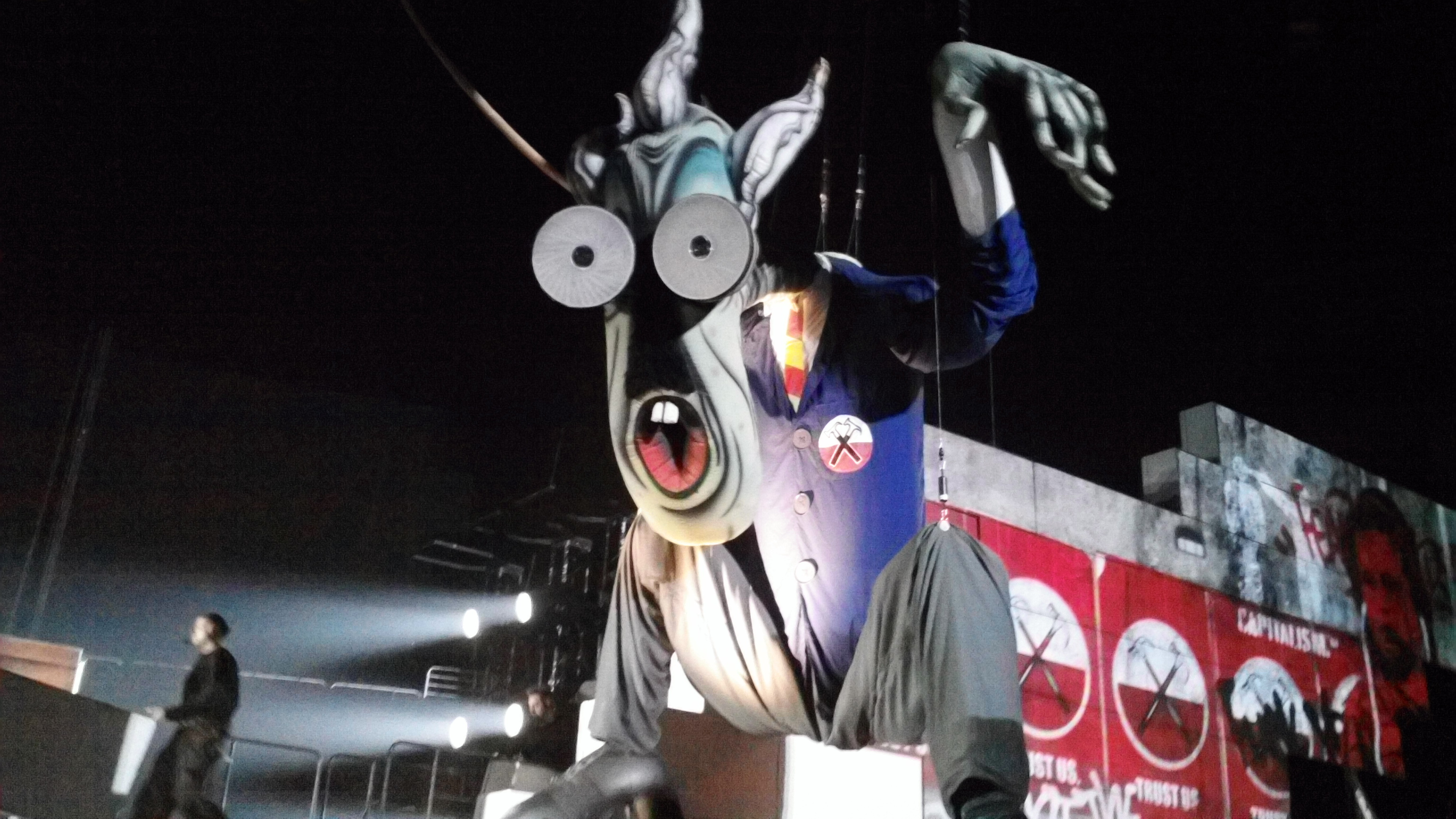
Die Lehrer-Puppe wie sie auf der The Wall-Tour 2010–2012 zu sehen ist

Das komplette Stück wurde von Pink Floyd nur während der The Wall-Tour 1980/1981 gespielt, nach Roger Waters’ Ausstieg aus der Band verzichtete man bei Auftritten auf Darbietungen des Titels.
Teilweise wurde vor Another Brick in the Wall Part II aber der Schlussteil von The Happiest Days of Our Lives (der Chorgesang am Ende des Titels) eingebunden, so z. B. während der Division Bell-Tour 1994.
Als Solokünstler führt Roger Waters das Stück ebenfalls in Kombination mit Another Brick in the Wall Part II regelmäßig auf.
Während der Bühnenshow von Waters’ The Wall Live-Tour 2010–2012 bewegte sich während des Stücks eine riesige Lehrer-Marionette entlang der Bühne durch die Halle.
Eine ähnliche Puppe wurde bereits 1990 während der The Wall-Aufführung in Berlin verwendet und auch die Shows der The Wall-Tour 1980/1981 zeigten bereits ein großes Modell einer Lehrerfigur.
Das Design der Puppen orientiert sich dabei an den Illustrationen des Künstlers Gerald Scarfe der die Charaktere für das The Wall-Albumcover und den Film zeichnerisch entwarf.

## Besetzung
- Roger Waters – Gesang und Bass
- David Gilmour – Gitarre
- Nick Mason – Schlagzeug
- James Guthrie – Hi-Hat und Becken